# Monumento a Falucho
El Monumento a Falucho se encuentra emplazado en el barrio barrio de Palermo, Buenos Aires. Es un homenaje a ese soldado, de la comunidad negra, reconocido como héroe de la Independencia Argentina. 
Inaugurado en 1897, el boceto del monumento fue realizado por Francisco Cafferata y la obra fue concluida por Lucio Correa Morales.

## Historia

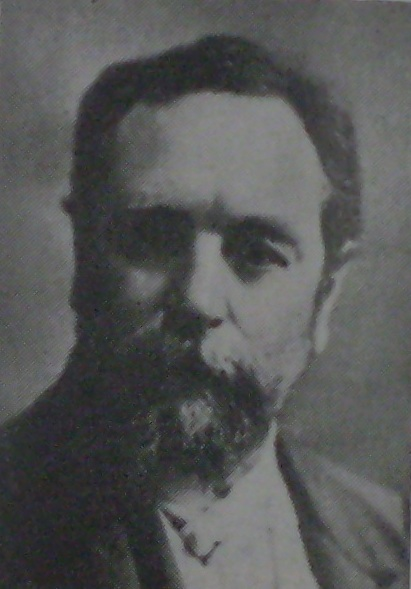
Lucio Correa Morales.

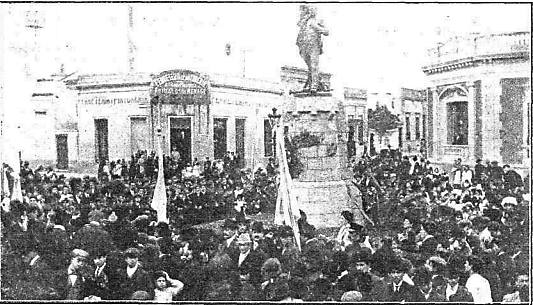
En su emplazamiento en Guardia Vieja y Lambaré (1911)

Se trata de la primera obra monumental concebida y moldeada por un argentino y fundida en bronce en talleres argentinos. 
El boceto del monumento fue realizado por Francisco Cafferata, pero debido a su fallecimiento, la obra fue concluida por Lucio Correa Morales.
En 1889, el pintor moreno Juan Blanco de Aguirre propuso homenajear a Falucho, un héroe de guerra descrito por primera vez por el historiador Bartolomé Mitre, cuya existencia ha sido cuestionada como un invento del historiador, aunque a su vez existen evidencias de que pudo haber existido un personaje así, y tal vez Mitre inventó parte de su relato. Y fueron justamente Mitre junto a Julio Argentino Roca quienes apoyaron la idea del homenaje.
Ya el 27 de noviembre de 1893 se había denominado “Falucho” a un pasaje existente en la barranca del barrio de Retiro (antes se llamaba Florida), que de existir hoy estaría situado en diagonal sobre la barranca de la Plaza San Martín, en Buenos Aires.
La primera suscripción popular que se organizó para recaudar fondos para el monumento fracasó. Pero en 1894 se obtuvo ayuda del Congreso Argentino mediante la ley 3162 que otorgó $ 10.000 moneda nacional para su concreción. En enero de 1897, poco antes de la inauguración prevista para el 7 de febrero, 73° aniversario de su fallecimiento, se esperaba que la legislatura bonaerense enviara el dinero restante para poder construirlo. Pero debido al atraso, la inauguración se postergó primero para el 9 de mayo, y una vez más para el 16 de este mes. Finalmente se inauguró en esta última fecha, en la Plaza San Martín, en medio de festejos que incluyeron numerosa concurrencia, bailes, formación de varios batallones, concurrencia de delegaciones y agrupaciones diversas, entre ellas italianas, de las provincias y de la colectividad peruana. Inclusive se había programado la asistencia de batallones infantiles, pero esto se suspendió por cuestiones reglamentarias. Durante la inauguración se ejecutó la marcha “Falucho”, de Zenón Rolón.  También una niña, América Ferrari, recitó con mucha gracia desde lo alto de una tribuna la poesía Falucho, de Rafael Obligado.
Fue retirado de su emplazamiento original en 1910 con la idea de trasladarlo al emplazamiento actual, en la plazoleta Falucho, en el barrio de Palermo. No está claro el motivo. Pero los trabajos para su nuevo emplazamiento terminaron el 23 de mayo de 1923, por lo tanto, durante ese intervalo, aparentemente, por lo que se lee en la revista Caras y Caretas del 13 de agosto de 1910, se mudó durante ese tiempo a Guardia Vieja y Lambaré (sobre la actual plazoleta Plazoleta Elías Alippi), barrio de Almagro. La revista acotaba mordazmente al respecto: "Ahora que los alquileres suben de una manera bárbara, es lógico suponer que el pobre y héroe negro Falucho no ha podido pagar el mes de julio. En consecuencia, el Concejo Deliberante dictó una ordenanza de desalojo, con amenaza de embargo en caso de resistencia".

## Descripción

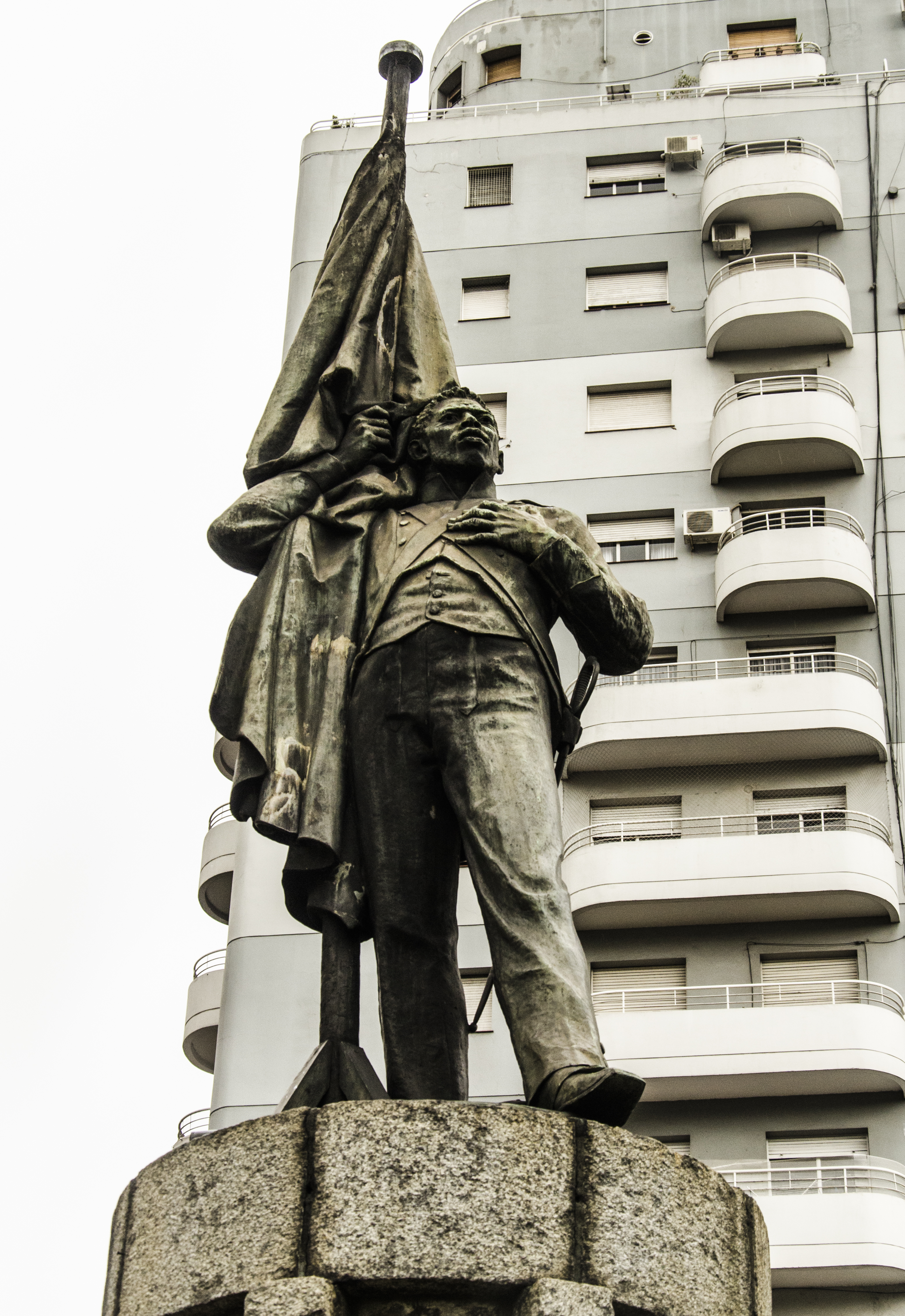
Falucho.

El monumento Falucho se encuentra en la plazoleta homónima, entre las avenidas Luis María Campos, Santa Fe y la calle Arturo A. Dresco.
La figura es de bronce, sobre basamento de piedra granítica. Mide 7,35 m. Está firmado “Correa Morales, Bs. As. 1897.
Las principales placas dicen:
- Antonio Ruiz (Falucho) / Negro Argentino / Fusilado Sublevación del (Callao) / Por negarse despedazando su fusil/ a rendir honores militares, al Real / Pabellón enemigo, murió gritando / Viva Buenos Ayres. Año 1824 / Caminata saluda a este soldado / por la patria en el bronce eternizado / A.D. 1897.
- A FALUCHO Este monumento al Negro heroico del Callao simboliza al propio tiempo que su gloria la de toda su raza grande en la guerra de la Independencia y en todas las luchas por la libertad y el honor Nacional 9 de mayo de 1897. El Club Militar.
- Perdió su vida porque no quiso rendir honores a la bandera contra la cual siempre había combatido. El Ejército Argentino a Falucho.
- A Falucho la Brigada 23 de la Liga Patriótica Argentina 24/05/1923
- 1824- 7/02-1924. El Círculo Social Juvencia a Antonio Ruiz (Falucho) en honores de sus hermanos por la Patria y por la raza.